# Stodilkî, Horodok
Stodilkî (în ucraineană Стоділки) este un sat în comuna Uhrî din raionul Horodok, regiunea Liov, Ucraina.

## Demografie
Componența lingvistică a localității Stodilkî
     Ucraineană (100%)
Conform recensământului din 2001, toată populația localității Stodilkî era vorbitoare de ucraineană (100%).